# Clavier à lumières
Le clavier à lumières, ou « Luce », tel qu'il apparaît dans la partition, est un instrument de musique inventé par Alexandre Scriabine pour l'exécution de son œuvre Prométhée ou le Poème du feu. En pratique, une seule version de cet instrument a été construite, pour l'interprétation de Prométhée à New York, en 1915. L'instrument devait être un clavier, chaque note correspondant à une couleur selon le système synesthésique de Scriabine, indiqué dans la partition. Cependant, de nombreux chercheurs en synesthésie ont émis des doutes quant au fait que Scriabine était réellement synesthète,.

## Organisation
La partition du « Luce » est notée sur une portée en clé de sol en deux parties, l'une suivant l'échelle chromatique, l'autre suivant le cycle des quintes.
Scriabine assigna les couleurs aux touches de la façon suivante:
| note  | couleur              |
| ----- | -------------------- |
| do    | rouge vif            |
| do #  | violet ou pourpre    |
| ré    | jaune                |
| ré #  | chair                |
| mi    | azur                 |
| fa    | rouge sombre         |
| fa #  | bleu clair ou violet |
| sol   | orange               |
| sol # | violet ou lilas      |
| la    | vert                 |
| la #  | lie de vin           |
| si    | bleu nacré           |

Associations touches-couleurs.

Lorsque les notes sont ordonnées selon le cycle des quintes, l'ordre des couleurs forme un spectre, ce qui a conduit de nombreux chercheurs en synesthésie à avancer que Scriabine n'a pas expérimenté la condition physiologique de la synesthésie (synesthésie neurologique, de naissance). De plus, il a été argumenté que ces associations de couleurs ont été influencées par ses lectures théosophiques et fondées sur l'ouvrage "Opticks" d'Isaac Newton, cité par Louis Bertrand Castel.
| note  | couleur              |
| ----- | -------------------- |
| fa    | rouge sombre         |
| do    | rouge vif            |
| sol   | orange               |
| ré    | jaune                |
| la    | vert                 |
| mi    | azur                 |
| si    | bleu nacré           |
| fa #  | bleu clair ou violet |
| do #  | violet ou pourpre    |
| sol # | violet ou lilas      |
| ré #  | chair                |
| la #  | lie de vin           |

Les tons réordonnés selon un cycle des quintes forment un spectre.

Scriabine était un ami de Nikolai Rimsky-Korsakov, qui était lui-même synesthète. Les associations couleurs-notes de Scriabine n'étaient pas les mêmes que celles que Rimsky-Korsakov percevait, ce qui n'indique cependant pas que Scriabine n'était pas synesthète, dans la mesure où chaque synesthète utilise ses propres associations. Scriabine était également fortement influencé par la théosophie, qui associe également notes et couleurs (en parcourant le spectre visible du fa au la, plutôt que par quintes).

## Sources
- (en) Cet article est partiellement ou en totalité issu de l’article de Wikipédia en anglais intitulé « Clavier à lumières » (voir la liste des auteurs).